# Beaverita-(Zn)
La beaverita-(Zn) és un mineral de la classe dels sulfats, que pertany al grup de l'alunita. Rep el seu nom per la seva relació amb la beaverita-(Cu) i el seu contingut en zinc predominant.

## Característiques
La beaverita-(Zn) és un sulfat de fórmula química Pb(Fe3+
2Zn)(SO₄)₂(OH)₆. Va ser aprovada com a espècie vàlida per l'Associació Mineralògica Internacional l'any 2011. Cristal·litza en el sistema trigonal. Químicament és l'anàleg amb zinc de la beaverita-(Cu). L'exemplar que va servir per a determinar l'espècie, el que es coneix com a material tipus, es troba conservat al Museu Nacional de la Ciència del Japó, que es troba a Tòquio, amb el número de registre NSM-M28910.
Segons la classificació de Nickel-Strunz, la beaverita-(Zn) pertany a «07.BC: sulfats (selenats, etc.), amb anions addicionals, sense H₂O, amb cations de mida mitjana i gran», juntament amb els minerals següents: d'ansita, alunita, amonioalunita, amoniojarosita, argentojarosita, beaverita-(Cu), dorallcharita, huangita, hidroniojarosita, jarosita, natroalunita-2c, natroalunita, natrojarosita, osarizawaïta, plumbojarosita, schlossmacherita, walthierita, ye'elimita, atlasovita, nabokoïta, clorotionita, euclorina, fedotovita, kamchatkita, piypita, klyuchevskita, alumoklyuchevskita, caledonita, wherryita, mammothita, linarita, schmiederita, munakataïta, chenita, krivovichevita i anhidrocaïnita.

## Formació i jaciments
Es troba a la zona d'oxidació de dipòsits de plom, zinc i coure, normalment en forma d'escorça terrosa o en pols, associada amb beaverita-(Cu), a la superfície, en les esquerdes o en cavitats, en agregats d'anglesita, galena, pirita, esfalerita i quars. Va ser descoberta a la mina Mikawa, situada a la localitat d'Aga-machi, a la prefectura de Niigata (Chubu, Japó). Només ha estat descrita a un altre indret a banda de la seva localitat tipus, a la mina San Francisco, a Caracoles (Regió d'Antofagasta, Xile).